# Wink mit dem Zaunpfahl
Wink mit dem Zaunpfahl ist eine sprichwörtliche Redensart, mit der das überdeutliche, grobe oder plumpe Hinweisen auf einen Sachverhalt bezeichnet wird. Dahinter steht die bildliche Vorstellung, dass ein Zaunpfahl so groß ist, dass das Winken mit selbigem nicht übersehen werden kann.
In dieser Form ist die Redensart erst aus dem 19. Jahrhundert belegt. Ähnlich werden auch die Redensarten „Mit dem Laternenpfahl winken“ beziehungsweise „Mit dem Scheunentor winken“ verwendet.

## Geschichte des Sprichwortes
Anzunehmen ist, dass das „winken“ ursprünglich ironisch gemeint war, denn aus dem Mittelalter sind zwei ähnliche Wendungen, allerdings mit Steinen beziehungsweise Stangen, belegt. So heißt es im Willehalm Wolframs von Eschenbach, einem Werk aus dem ersten Drittel des 13. Jahrhunderts (90, 8): „Mit eime steine sol iu gewinket werden“ („Mit einem Stein soll euch gewinkt werden“) und im Willehalm von Orlens Ulrichs von Türheim, der Fortsetzung des Erstgenannten aus der Mitte des 13. Jahrhunderts (244b): „Im wirt gewinket mit der stangen“ („Ihm wird mit der Stange gewinkt“). Hier ist eher der Aspekt betont, dass mit Stein oder Stange jemandem eine Tracht Prügel angedroht wird.
So gibt es auch heute noch im Sächsischen die Redensart „Der hot mer mit’n Zaunstecken gewinkt“, was „er hat mir mit Schlägen gedroht“ bedeutet.

## „Mit dem Laternenpfahl winken“
Etwas gröber als das Winken mit dem Zaunpfahl ist die Redensart „Mit dem Laternenpfahl winken“, die erst in der zweiten Hälfte des 18. Jahrhunderts mit der Einführung der Straßenbeleuchtungen aufkam. Im Obersächsischen sagten zum Beispiel die Wirte zu Gästen, die das Lokal nicht verlassen wollten: „Die Laterne ist angebrannt“.
In einem Briefwechsel von Adelbert von Chamisso mit Helmine von Rogge ist der Satz „Die Staël … winkt mir schmeichlerisch mit einem Laternenpfahl“ überliefert.

## „Mit dem Scheunentor winken“
Im Bairischen ist die Wendung „Mit dem Scheunentor winken“ geläufig. Hier bezieht sich der Wink wieder auf die Größe eines Scheunentores, das auf keinen Fall übersehen werden kann. Im Westfälischen kennt man diese Redensart ebenfalls („met der Schüerdör wenken“), wie man sie auch in Franken („Dem mou mer mit’n Scheurator winken“) für jemanden verwendet, der subtilen Hinweisen keine Aufmerksamkeit schenkt.
Aus Bedburg ist die Redensart als „Dä fällt met der Schürendür en et Hus“ („Der fällt mit dem Scheunentor ins Haus“) bekannt.